# 马尔科·明格蒂
马尔科·明格蒂(Marco Minghetti) (1818年11月18日—1886年12月10日) 意大利经济学家和政治家。

## 生平
明格蒂出生在博洛尼亚，属于教皇国。1846年签署了请愿书，要求教皇选举自由，被任命为国务院成员，为教皇国筹备宪法。与与安东尼奥·蒙塔南（Antonio Montanan）和罗多尔弗·奥迪诺特（Rodolfo Audinot）在博洛尼亚一起创办《Il Felsineo》报。在第一个教皇国红衣主教安托内利（Cardinal Antonelli）的宪法内阁中，明格蒂掌管公共工程的投资。在庇护九世公开反对意大利复兴运动后辞职，加入了皮埃蒙特的军队，担任总参谋部上校。
1848年9月回到罗马，佩莱格里诺·罗西（Pellegrino Rossi）遇刺之后(11月15日)他拒绝组阁，在接下来的八年里学习和旅游。1856年在巴黎国会为加富尔准备罗马尼亚省备忘录，以解决克里米亚战争问题。1859年被加富尔任命为皮埃蒙特的外交部秘书长，同年担任拒绝教皇统治的罗马尼亚省议会议长，并准备与皮埃蒙特合并。
加富尔去世后明格蒂短期担任过皮埃蒙特的内政部长，随后被选为财政部长，1863年在维斯康蒂-维诺斯塔侯爵（Emilio, marquis Visconti-Venosta）的帮助下接替路易吉·卡洛·法里尼担任首相，与法国签订条约(1864年9月15日)，拿破仑三世同意撤离罗马，意大利将首都从都灵搬到佛罗伦萨。条约在都灵遭到激烈反对，明格蒂被迫辞职。
1869年明格蒂曾短暂参与公共生活，在梅纳布雷亚伯爵内阁担任农业部长。普法战争爆发时，1870年明格蒂被派往伦敦和维也纳，参加组织中立国联盟。1873年再次担任首相兼财政部长，任内推行与奥地利和德国的友好政策，改革了海军和军事管理，自1860年以来的首次平衡了国家预算。1876年3月18日下台。1886年12月10日在罗马去世。
他的作品包括: 《Della economia pubblica e delle sue attinenze con la morale e col diritto》 (博洛尼亚，1859年)和《La Chiesa e lo Stato》 (米兰，1878年)。